# Васькин, Фрол Васильевич
Фрол Васильевич Васькин (31 августа 1911, Пермский край — 10 декабря 1983, Пермь) — советский офицер, участник Великой Отечественной войны, гвардии старший лейтенант, командир взвода отдельной зенитно-пулемётной роты 75-й гвардейской стрелковой дивизии, 61-й армии 1-го Белорусского фронта, Герой Советского Союза (1945), позднее — гвардии капитан.

## Биография
Родился 31 августа 1911 года в деревне Сордва (ныне Кудымкарского района Пермского края) в крестьянской семье. В 1937 году окончил рабфак при Пермском индустриальном институте, после чего работал на различных стройках в городах Кудымкар, Березники, Свердловск, Пермь.
В сентябре 1941 года Васькин Ф. В. был призван на службу в Красную Армию. На фронтах Великой Отечественной войны с мая 1942 года. В 1943 году Васькин окончил курсы младших лейтенантов. Принимал участие в боях на Ленинградском фронте, в составе 75-й гвардейской стрелковой дивизии в должности командира взвода отдельной зенитно-пулемётной роты — на 3-м Прибалтийском, 1-м Белорусском фронтах.
Участвовал в Варшавско-Познанской операции и освобождении Польши, а затем в Восточно-Померанской операции.
Был награждён орденом Красной Звезды. В представлении к награждению командир отдельной зенитной пулемётной роты гвардии лейтенант Маслов написал:

15.03.45 г. в районе 700 м юго-восточнее Кахен-груес при прорыве сильно укреплённой обороны противника во время артподготовки вёл огонь из пулемётов ДШК своим взводом по прочески леса. В 16.30 15.04.45 г. тов. Васькин своим взводом поддерживал наступление 1-го батальона 231 гсп. Достигнув 400 м южнее Розенгадла противник контратаковал боевые порядки нашей пехоты. Тов. Васькин, несмотря на сильный ружейно-пулеметный и артиллерийско-минометный огонь противника, смело и решительно выдвинул пулемёты вперёд боевых порядков и отбил контратаку противника. Тов. Васькин, будучи ранен, не покинул поле боя до выполнения боевой задачи.
Особо отличился гвардии старший лейтенант Васькин Ф. В. при форсировании реки Одер, проявив отвагу, мужество и героизм.

Тов. Васькин, выполняя приказ командования по форсированию реки Одер и закрепления на западном берегу в районе Ной-Глицен 17.4.45 г. вслед за пехотой 1-го стрелкового батальона 212-го гвардейского стрелкового полка под сильным ружейно-пулемётным и артиллерийско-миномётным огнём противника переправил свой взвод с пулемётами ДШК и с хода вступил в бой. Отважный Герой с группой 6 человек завязал неравный бой, когда его расчет выбыл из строя тов. Васькин сам лично залёг за пулемёт и огнём своего пулемета уничтожил 4 огневых точки, до 25-ти гитлеровцев и прислугу противотанковой батареи, отбил 3 контратаки немцев, тем самым способствовал закреплению и расширению плацдарма на западном берегу реки Одера.
Указом Президиума Верховного Совета СССР от 31 мая 1945 года за мужество и героизм, проявленные при форсировании реки Одер, захвате и удержании плацдарма на её западном берегу гвардии старшему лейтенанту Васькину Фролу Васильевичу присвоено звание Героя Советского Союза с вручением ордена Ленина и медали «Золотая Звезда».
Войну капитан Васькин Ф. В. закончил 3 мая 1945 года с выходом 75-й гвардейской стрелковой дивизии к реке Эльба южнее города Виттенберге (земля Бранденбург, северо-западнее Берлина).
В 1946 году был уволен в запас. Проживал в Перми, работал на домостроительном комбинате. Умер 10 декабря 1983 года, похоронен на пермском кладбище «Банная гора».

## Награды и звания
- Медаль «Золотая Звезда» № 5801 Героя Советского Союза (31 мая 1945 года).
- Орден Ленина.
- орден Красной Звезды.
- Медали.

## Память
- В честь Васькина названа улица в городе Пермь.
- На могиле героя в 1986 году установлен памятник.
- Имя Ф. В. Васькина перечислено среди имён Героев Советского Союза на мемориальной доске на фасаде Гарнизонного дома офицеров города Перми[6].